# Provincia Almería
Provincia Almería este o provincie în Andaluzia, situată în sud-estul Spaniei. Capitala este localitatea omonimă, Almería.